# いまだけダブチ食べ美
いまだけダブチ食べ美（いまだけダブチたべみ）は、「いまだけダブチ」のマスコットとして、2024年10月22日に日本マクドナルドが公開したキャラクター。
ここでは2025年3月28日に「炙り醤油風 たまごベーコン肉厚ビーフ」のマスコットとして、同じく日本マクドナルドが公開した「サムライたまご食べ美」（サムライたまごたべみ）についても併せて述べる。

## 概要

### いまだけダブチ食べ美
2024年10月22日にマクドナルドの公式Xで公開された。キャラクターはぱっちりとした目で表情が明るく、元気で溌剌とした雰囲気を纏っている。服装はマクドナルドのロゴと同じ赤と黄色を取り入れており、背中には大きなリボンがある。髪型はツインテールである。「ダブチ」とはダブルチーズバーガーの略称であり、期間限定のシリーズ「いまだけダブチ」の宣伝隊長として起用された。
声はmiko、イラストははまふぐが担当している。

### サムライたまご食べ美
2025年3月28日にマクドナルドの公式Xで公開された。デザインは「いまだけダブチ食べ美」と酷似するものの、衣装や髪型などが異なっている。
声は「いまだけダブチ食べ美」から引き続きmikoが担当している。
なお、この二人の関係性（同一人物・姉妹などの血縁関係・赤の他人）については明らかにされていない。

## 反応
いまだけダブチ食べ美は、そのデザインと直球なネーミングから話題となり、Xの投稿は2024年10月22日時点で151万回表示、2万8000いいねを記録した。10月23日と26日に公開された動画で、かつてドナルド・マクドナルドが取っていたポーズと同じポーズを取っていたことから、従来からインターネット・ミームとして人気のあったドナルドへのリスペクトを感じるとして人気を得た。
SNSやpixivでは多くのファンアートが投稿されたが、中には性的なイラストを公式のハッシュタグと共に投稿する者も現れ、物議となった。日本マクドナルドの広報担当者もJ-CASTニュースの取材に対して、「権利者の許可のない複製・転載などはお控えいただき、当社のウェブサイトにある利用規約をよくお読みいただいた上で、SNSではマナーを守りながら、楽しくご利用いただければと思います」と述べ、注意を呼び掛けている。前述のサムライたまご食べ美の公開時にも「私のことを描いてくれるのは嬉しいです!なので、マナーを守って、良識の範囲内で頼むねっ!」との注意喚起をXにて行っている。